# Fabronia crassiretis
Fabronia crassiretis är en bladmossart som beskrevs av Ferdinand François Gabriel Renauld och Jules Cardot 1895. Fabronia crassiretis ingår i släktet Fabronia och familjen Fabroniaceae. Inga underarter finns listade i Catalogue of Life.